# Troyes
Troyes er en by - en fransk kommune - hjemsted for præfekturet - den statslige administration og forvaltning - i departementet Aube, og ligger ved floden Seinen, omkring 150 km sydøst for Paris. Indbyggerne i kommunen hedder Troyens, Troyennes